# Gouvernement Urho Castrén
 (septembre 2023).
Si vous disposez d'ouvrages ou d'articles de référence ou si vous connaissez des sites web de qualité traitant du thème abordé ici, merci de compléter l'article en donnant les références utiles à sa vérifiabilité et en les liant à la section « Notes et références ».
République de Finlande
Hackzell Paasikivi II
Le gouvernement Urho Castrén est le 28ème gouvernement de la République de Finlande, qui a siégé 58 jours du 21 septembre 1944 au 17 novembre 1944.

## Coalition et historique
Immédiatement après l'entrée en fonction du gouvernement, une commission de surveillance (fi), dirigée par le colonel soviétique Andreï Jdanov, est arrivée en Finlande pour surveiller la mise en œuvre des termes de l'accord d'armistice de Moscou.

## Composition
Le gouvernement est composé des ministres suivants:
| Ministre                                                       | Début     | Fin        | Parti | Parti            |
| -------------------------------------------------------------- | --------- | ---------- | ----- | ---------------- |
| Premier ministre Urho Castrén                                  | 21.9.1944 | 17.11.1944 |       | Kokoomus         |
| Ministre des Affaires étrangères Carl Enckell                  | 21.9.1944 | 17.11.1944 |       | Ammattiministeri |
| Vice-ministre des Affaires étrangères Armas-Eino Martola       | 21.9.1944 | 17.11.1944 |       | Ammattiministeri |
| Ministre de la Justice Ernst von Born                          | 21.9.1944 | 17.11.1944 |       | RKP              |
| Ministre de l'Intérieur Kaarlo Hillilä                         | 21.9.1944 | 17.11.1944 |       | Maalaisliitto    |
| Vice-ministre de l'Intérieur Eemil Luukka                      | 21.9.1944 | 17.11.1944 |       | Maalaisliitto    |
| Ministre de la Défense Karl Rudolf Walden                      | 21.9.1944 | 17.11.1944 |       | Ammattiministeri |
| Ministre des Finances Onni Hiltunen                            | 21.9.1944 | 17.11.1944 |       | SDP              |
| Ministre de l'Éducation Kalle Kauppi                           | 21.9.1944 | 17.11.1944 |       | Edistyspuolue    |
| Ministre de l'Agriculture Viljami Kalliokoski                  | 21.9.1944 | 17.11.1944 |       | Maalaisliitto    |
| Ministre des transports et des travaux publics Väinö Salovaara | 21.9.1944 | 17.11.1944 |       | SDP              |
| Vice-ministre des transports et des travaux publics Eero Wuori | 21.9.1944 | 17.11.1944 |       | SDP              |
| Ministre du commerce et de l'industrie Uuno Takki              | 21.9.1944 | 17.11.1944 |       | SDP              |
| Ministre des Affaires sociales Karl-August Fagerholm           | 21.9.1944 | 17.11.1944 |       | SDP              |
| Ministre du Bien-être public Kaarle Ellilä                     | 21.9.1944 | 17.11.1944 |       | Maalaisliitto    |
| Vice-ministre du Bien-être public Jalo Aura                    | 21.9.1944 | 17.11.1944 |       | SDP              |